# Lunde
Lunde (Fratercula) sind eine Gattung aus der Familie der Alkenvögel. Zu der Gattung zählen drei rezente Arten, die auf der Nordhalbkugel weit verbreitet sind, und eine ausgestorbene. Es handelt sich um Meeresvögel, die sich in erster Linie durch das Tauchen nach Fischen ernähren. Sie brüten in großen Kolonien an Steilküsten oder auf küstennahen Inseln, nisten in Felsspalten unter Felsen oder in Höhlen im Boden. Der Hornlund und Gelbschopflund leben im nördlichen Pazifik, wohingegen der Papageitaucher ausschließlich im nördlichen Atlantik sowie Nordpolarmeer vorkommt.

## Merkmale
Die Arten der Gattung Fratercula haben einen gedrungenen Körperbau, kurze Flügel, die sich zum Schwimmen unter Wasser eignen, und einen kurzen Schwanz. Das Gefieder ist überwiegend schwarz bzw. schwarz-weiß, die Unterseite des Rumpfes vollständig weiß. Der Schnabel fällt im Verhältnis zur Körpergröße dick aus. Der im Profil etwa dreieckige Schnabel ist massig, jedoch schmal. Er zeigt im basalen Teil eine Umhüllung aus mehreren ornamentalen Horngebilden, die im Schlichtkleid fehlen. Die distale Hälfte ist leuchtend hellrot oder orange, nach der Brutzeit jedoch blasser.
Zwar geben die Fratercula-Alken an ihren Brutstätten besonders viele Lautäußerungen von sich, wenn sie über dem Wasser fliegen, sind sie jedoch ruhig. Im Vergleich zu anderen Alken, die etwa 1,6 m über dem Wasser fliegen, fliegen die Fratercula-Alken mit einer Flughöhe über Wasser von etwa 10 m relativ hoch. Ihre Flügel können sie in der Luft bis zu 400 Mal in der Minute schlagen und erreichen so eine Geschwindigkeit von fast 90 km/h.

## Systematik und Verbreitung
Zur Gattung der Lunde gehören folgende drei rezente Arten:
| Deutscher Name | Wissenschaftlicher Name                | Verbreitung                            | Gefährdungsstufe Rote Liste der IUCN | Anmerkungen | Bild                                 |
| -------------- | -------------------------------------- | -------------------------------------- | ------------------------------------ | --- | ------------------------------------ |
| Papageitaucher | Fratercula arctica (Linnaeus, 1758)    | Verbreitungsgebiet des Papageitauchers | (Vulnerable – gefährdet)             | monotypisch Körperlänge: 32 cm, Flügelspannweite: 53 cm, Gewicht: 380 g Lebt an Küsten und vor allem Inseln des nördlichen Atlantiks sowie des westlichen Polarmeeres. Er brütet von Labrador bis Maine sowie auf Grönland. Die südlichsten Brutkolonien im Westatlantik finden sich im Golf von Maine, die nördlichsten auf Coburg Island in der Baffin Bay. In Europa brütet die Art auf Island und Nowaja Semlja, entlang der Murmanküste bis Süd-Norwegen und auf den Färöer-Inseln. Daneben gibt es eine Kolonie auf Coquet Island an der Ostküste Englands. | Papageitaucher (Fratercula arctica)  |
| Hornlund       | Fratercula corniculata (Naumann, 1821) | Verbreitungsgebiet des Hornlunds       | (Least Concern – nicht gefährdet)    | monotypisch Körperlänge: 38 cm, Flügelspannweite: 58 cm, Gewicht: 620 g An der Küste Nordamerikas brütet er von British Columbia über den Südosten Alaskas, Kodiak und den Aleuten bis zur Rat Island. Brutkolonien befinden sich unter anderem auf den Pribilof Islands, der Hall-Insel und entlang der Küste der Seward-Halbinsel sowie auf der Tschuktschen-Halbinsel. | Hornlund (Fratercula corniculata)    |
| Gelbschopflund | Fratercula cirrhata (Pallas, 1769)     | Verbreitungsgebiet des Gelbschopflunds | (Least Concern – nicht gefährdet)    | monotypisch Körperlänge: 40 cm, Flügelspannweite: 63 cm, Gewicht: 780 g Sein Verbreitungsgebiet reicht von Big Sur an der kalifornischen Küste bis nach Hokkaidō. Zahlreich kommt er nur in der Region von British Columbia bis zum Ochotskischen Meer vor. Brutkolonien finden sich besonders zahlreich auf Inseln vor der Alaska-Halbinsel, den Aleuten und den Kurilen sowie im Ochotskischen Meer. | Gelbschopflund (Fratercula cirrhata) |

## Ernährung

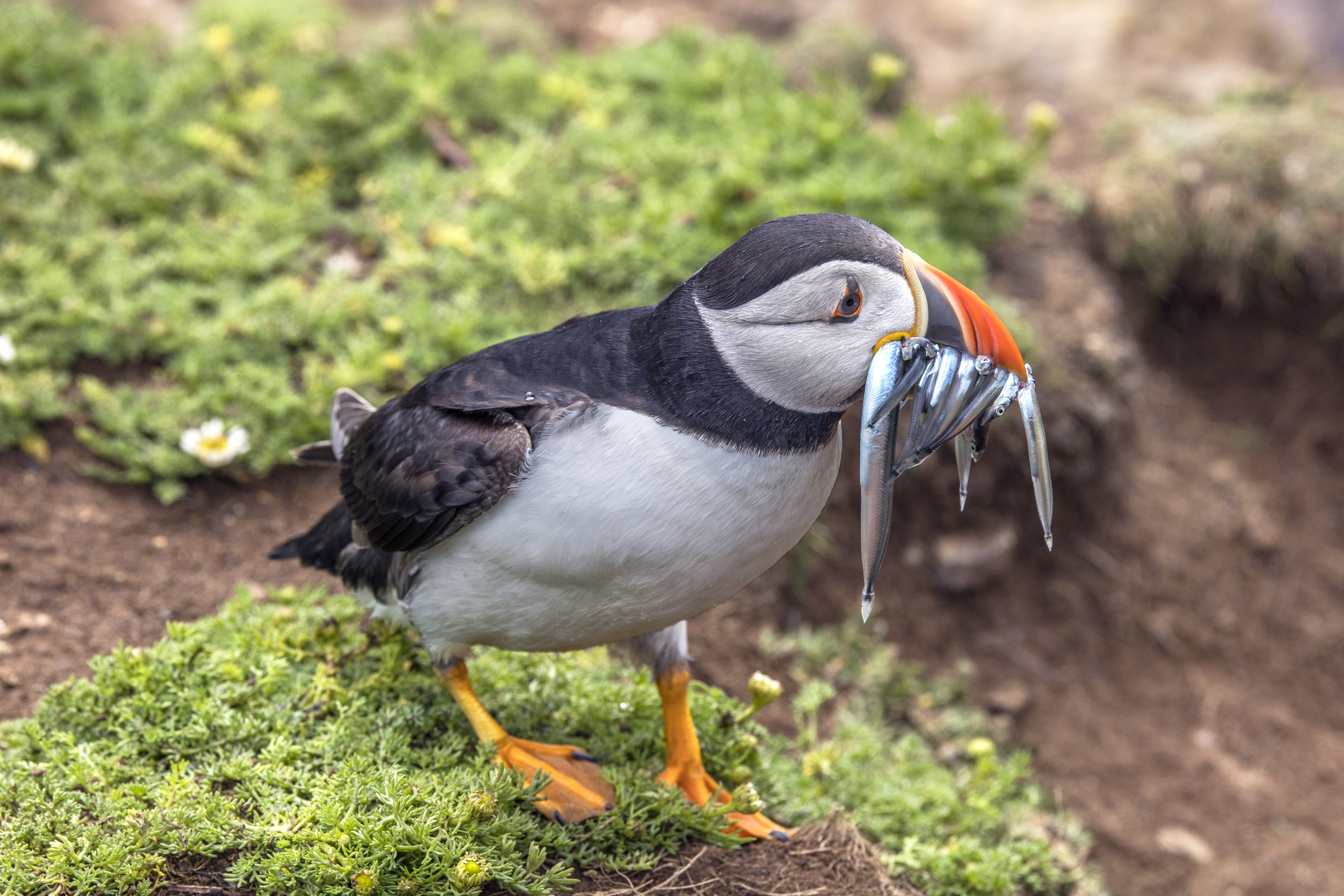
Papageitaucher mit gefülltem Schnabel

Wie der Großteil der Alken ernähren sich die Fratercula-Alken von Fisch und Zooplankton, füttern ihre Nestlinge hauptsächlich jedoch mehrmals täglich mit kleinen Fischen. Zu der Beute gehören unter anderem Sandaale, Heringe, Lodden und tagsüber erreichbare Schwarmfische. Seltener jedoch auch Tintenfische oder verschiedene Dorschartige, vor allem Pollack, Kabeljau und Wittling. Im Nordpolarmeer werden Vielborster und Krebstiere ergänzend zum Fisch regelmäßig an die Nestlinge verfüttert. Hinzukommend können im Winterhalbjahr Vielborster und Krebstiere eine bedeutende Rolle bei der Ernährung spielen.
Die Nahrungssuche erfolgt tauchend, die Vorwärtsbewegung unter Wasser erfolgt mit den Flügeln. Sie tragen die gefangenen Fische quer im Schnabel, indem sie mit der Zunge gegen den Oberschnabel gedrückt werden, bis die ganze Schnabellänge mit Fisch gefüllt ist.

## Fortpflanzung
Alle drei Fratercula-Arten brüten in großen Kolonien und Steilküsten, Felsspalten unter Felsen oder selbstgebauten Höhlen. Einige ehemalige oder aktuelle Brutplätze werden als „Papageitaucher-Insel“ bezeichnet, so zum Beispiel Lundey in Island. Während die Höhlen von Papageitauchern und Hornlunden etwa 75 cm bis 1,5 m lang sind, graben Gelbschopflunde ihre Höhlen auf bis zu 3 m aus.
Das Nest wird vom Männchen gebaut. Brutpaare verteidigen ihre Nesthöhle und das Männchen verteidigt seinen Partner. Zu den Aggressionsverhalten gehört eine Drohhaltung, bei der der Körper fast horizontal zum Boden ist, der Nacken weit gestreckt und der Kopf gesenkt ist. Zu den aggressiven Handlungen gehören gegenseitige Verfolgungen, ein Ergreifen des Schnabels oder der Federn an Kopf oder Nacken.
Das Ei wird von beiden Elternvögeln bebrütet. Die Brutdauer beträgt zwischen 35 und 45 Tagen. Das Futter wird den Nestlingen vorgehalten oder in der Nesthöhle fallen gelassen. Im Gegensatz zu allen anderen Vertretern der Familie Alcidae finden die Nestlinge Nahrung auf dem Boden auch im Dunkeln. Hierzu tasten die Nestlinge den Boden in ihrer Umgebung mit dem Schnabel ab, sobald sie nach dem Schlupf getrocknet sind.
Nach der Brutzeit überwintern die Fratercula-Alken oft weit entfernt von Küsten und oft südlich des Brutplatzes.

## Bestand und Gefährdung
BirdLife International gibt den Bestand der Papageitaucher in Europa für 1990–2003 mit 5,7–7,3 Millionen Paaren an. Den mit Abstand größten Bestand hat Island mit 3,0–4,0 Millionen Paaren. Große Populationen leben außerdem in Norwegen mit 1,5–2,0 Millionen Paaren, in Großbritannien mit 621.000 und auf den Färöern mit 550.000 Paaren.
Auf Island und den Färöern werden Papageitaucher von der Bevölkerung in großem Umfang gefangen und gegessen. Anfang des 20. Jahrhunderts wurden auf den Färöern jährlich etwa 270.000 Vögel gefangen, in den 1970er Jahren immer noch rund 100.000 pro Jahr. Bei der überwiegenden Zahl der gefangenen Tiere handelt es sich um Jungvögel, der Einfluss auf die Bestandsgröße ist daher zumindest in vitalen Kolonien offenbar sehr gering. Dagegen werden die Bestandsrückgänge auf Inseln vor der bretonischen Küste, im Sankt-Lorenz-Golf und im Golf von Maine auf eine Übernutzung der Brutkolonien durch den Menschen zurückgeführt.
Der Bestand der Hornlunde auf 1,2 Millionen Brutvögel geschätzt. Etwa 62 % des Weltbestandes brüten auf Inseln vor der Alaska-Halbinsel. Im Gebiet des Ochotskischen Meeres brüten etwa 16 % des globalen Bestandes. Die größte asiatische Kolonie befindet sich auf der Talan-Insel im Ochotskischen Meer, wo etwa 100.000 bis 120.000 Brutvögel gezählt werden. Die größte Ansammlung mit etwa 350.000 Brutvögeln befindet sich auf den Semidi Islands.
Im Gebiet zwischen Akutan Island und Unimak Island leben zwischen 800.000 und 1 Million Gelbschopflunde. Auf Egg Island befindet sich dort mit 163.000 Brutvögeln die größte Kolonie dieser Art. Die größten asiatischen Kolonie befinden sich auf den Kommandeurinseln mit mehr als 20.000 Brutvögeln und auf der Talan-Insel mit 80.000 Brutvögeln. Ursache des Bestandsrückgangs auf diversen Brutinseln ist ein Ertrinken in Fischernetzen, eingeführte Prädatoren und Störungen durch Menschen.

## Verweise